# 朗代比亚
朗代比亚（法語：Landébia，法語發音：[lɑ̃debja]）是法国阿摩尔滨海省的一个市镇，位于该省东部，属于迪南区。

## 地理
朗代比亚（48°30'51"N, 2°20'11"W）面积3.55 平方千米，位于法国布列塔尼大區阿摩尔滨海省，该省份为法国西北部沿海省份，位于布列塔尼半岛北部，北濒大西洋英吉利海峡，西接菲尼斯泰尔省，南至莫尔比昂省，东临伊勒-维莱讷省。
与朗代比亚接壤的市镇（或旧市镇、城区）包括：埃南比昂、普莱代利亚克、普莱旺、普吕迪诺、圣德努阿勒、圣波唐。
朗代比亚的时区为UTC+01:00、UTC+02:00（夏令时）。

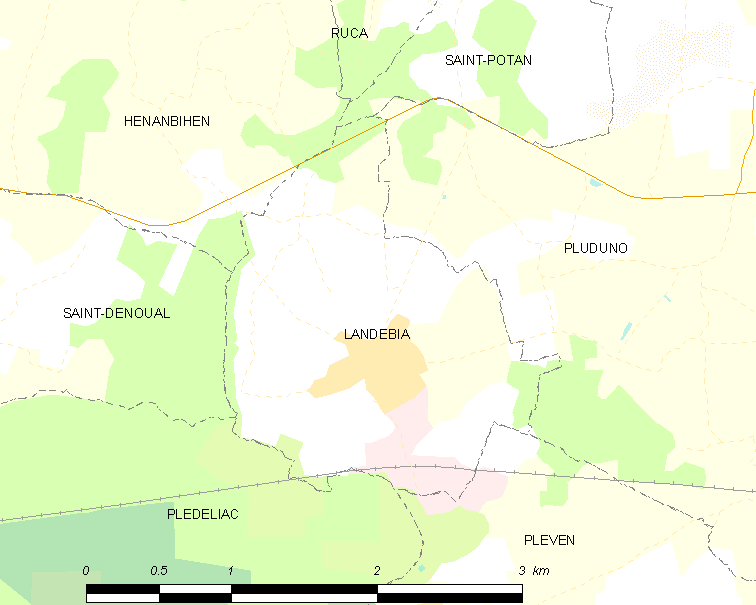
朗代比亚的OSM定位图

## 行政
朗代比亚的邮政编码为22130，INSEE市镇编码为22096。

## 政治
朗代比亚所属的省级选区为普朗科埃特县。

## 人口

1962-2008年间朗代比亚人口变化图示

朗代比亚于2022年1月1日时的人口数量为442人。